# Yōko Tsukasa
Yōko Tsukasa (司葉子, Tsukasa Yōko), née le 28 août 1934 à Tottori, est une actrice japonaise.

## Biographie
Yōko Tsukasa a tourné dans plus de 120 films entre 1955 et 2003.

## Filmographie sélective
- 1955 : La Relation matrimoniale (夫婦善哉, Meoto zenzai?) de Shirō Toyoda
- 1955 : Les Baisers (くちづけ, Kuchizuke?) segment 2 réalisé par Hideo Suzuki de Shirō Toyoda
- 1958 : Nuages d'été (鰯雲, Iwashigumo?) de Mikio Naruse : Michiko
- 1959 : La Naissance du Japon (日本誕生, Nippon tanjō?) d'Hiroshi Inagaki
- 1959 : La Vie d'un maître d'armes ((或る剣豪の生涯, Aru kengo no shogai?) d'Hiroshi Inagaki
- 1960 : Fin d'automne (秋日和, Akibiyori?) de Yasujirō Ozu
- 1960 : Courant du soir (夜の流れ, Yoru no nagare?) de Mikio Naruse et Yūzō Kawashima
- 1961 : Le Garde du corps (用心棒, Yojimbo?) d'Akira Kurosawa
- 1961 : Dernier Caprice (小早川家の秋, Kohayagawake no aki?) de Yasujirō Ozu
- 1962 : La Place de la femme (女の座, Onna no za?) de Mikio Naruse
- 1962 : La Femme de là-bas (その場所に女ありて, Sono basho ni onna arite?)[2] de Hideo Suzuki
- 1964 : Danchi : Nanatsu no taizai (団地七つの大罪?) de Yasuki Chiba et Masanori Kakei (ja)
- 1966 : La Rivière Kii (紀ノ川, Kinokawa?) de Noboru Nakamura
- 1966 : Jinchō-ge (沈丁花?) de Yasuki Chiba
- 1966 : Délit de fuite (ひき逃げ, Hikinige?) de Mikio Naruse
- 1967 : Nuages épars (乱れ雲, Midaregumo?) de Mikio Naruse
- 1967 : Rébellion (上位討ち 拝領妻始末, Jōi uchi hairyō tsuma shimatsu?) de Masaki Kobayashi
- 1969 : Goyokin, l'or du shogun (御用金, Goyōkin?) de Hideo Gosha : Shino
- 1978 : La Reine des abeilles (女王蜂, Joōbachi?) de Kon Ichikawa : Tsutayo

## Récompenses et distinctions
- 1967 : prix Blue Ribbon de la meilleure actrice pour La Rivière Kii[3]
- 1967 : prix du film Mainichi de la meilleure actrice pour La Rivière Kii[4]
- 1967 : prix Kinema Junpō de la meilleure actrice pour La Rivière Kii, Jinchō-ge et Délit de fuite[5]
- 2003 : Médaille au ruban pourpre